# Nina Schmieder
Nina Patricia Schmieder (* 8. April 1985 in München) ist eine deutsche Schauspielerin und Synchronsprecherin.

## Leben
Zunächst nahm Schmieder ab 2003 an Workshops und Fortbildungen in „Artistik und Tanz“ teil, u. a. an der Jugend-Sommerakademie Iwanson in München. Zudem sammelte sie Erfahrungen in den Bereichen „Bewegungstheater und Tanz“ bei Christian Mattis sowie in „Duo-Akrobatik/Artistik“ bei Fons Bennink. 2004 legte sie am Franz-Marc-Gymnasium in Markt Schwaben das Abitur ab.
Ihre Schauspielausbildung absolvierte Schmieder von 2005 bis 2008 am Schauspiel München. In diesem Zeitraum besuchte sie 2007 Kurse für „Camera Acting“ bei Miroslav Mandić und „Acoustic-Acting“ bei Martin Pfisterer, zudem belegte sie einen Improvisationsworkshop bei Dirk Engler. Zudem nahm sie von 2007 bis 2008 Unterricht für Stimme und Sprache bei Astrid von Jenny, bis sie 2008 zur ZAV-Abschlussprüfung zugelassen wurde. Dem schloss sich von 2011 bis 2015 das Projekt „Tanz und Choreographie“ bei Peter McCoy an. Außerdem machte sie von 2006 bis 2007 eine Ausbildung als Übungsleiterin und Trainerausbildung für die Fachrichtung Zirkuskünste.
Ihrem Abschluss folgten zunächst einige kleinere Episodenrollen in Fernsehproduktionen sowie Auftritte in mehreren Kurzfilmen. Zudem erhielt sie bereits während ihrer Schauspielausbildung ab 2006 regelmäßig verschiedene Theater-Engagements und stand auch danach regelmäßig auf der Bühne. So wirkte sie beispielsweise ab 2009 in der Produktion Dracula – Der ewige Tanz mit, die auf mehreren großen Gastspielbühnen aufgeführt wurde.
Ab Oktober 2011 war sie durchgängig in der Medical Daily Herzflimmern – Liebe zum Leben zu sehen, in der sie mit der Rolle der Assistenzärztin Laura von Hagen den weiblichen Hauptpart für die zweite Staffel von Nova Meierhenrich übernahm. Da das Format allerdings seit Beginn seiner Ausstrahlung mit schwachen Quoten zu kämpfen hatte und diese sich trotz inhaltlicher Umstrukturierungen nicht verbesserten, gab das ZDF am 1. Dezember 2011 offiziell die bereits geplante Produktionseinstellung bekannt. Nach Drehschluss im Februar 2012 wechselte Schmieder innerhalb der zuständigen Produktionsfirma, der Bavaria Fernsehproduktion GmbH, zur Telenovela Sturm der Liebe, für die sie drei Monate lang als Kristin Nörtlinger vor der Kamera stand. Sie ist auch als Synchronsprecherin tätig.
Schmieder spricht neben ihrer Muttersprache Deutsch auch fließend Englisch. Im Jahr 2008 kam ihre Tochter Amelie zur Welt.

## Filmografie
- 2007: Der Protagonist (Kurzfilm)
- 2007: Schraubendreher (Kurzfilm)
- 2010: Kanal fatal (Fernsehserie, 1 Folge)
- 2010: Lovelab – Von der Erforschbarkeit der Liebe
- 2011–2016: SOKO München (Fernsehserie, 3 Folgen, verschiedene Rollen)
- 2011: Beweisführung (Kurzfilm)
- 2011: Schmidt & Schmitt – Wir ermitteln in jedem Fall (Fernsehserie, 1 Folge)
- 2011–2012: Herzflimmern – Liebe zum Leben (Fernsehserie, 134 Folgen)
- 2012: Die Chefin (Fernsehserie, 1 Folge)
- 2012: Sturm der Liebe (Fernsehserie, 66 Folgen)
- 2012: In aller Freundschaft (Fernsehserie, Folge 583: Feuerprobe)
- 2013–2021: Die Rosenheim-Cops (Fernsehserie, 2 Folgen, verschiedene Rollen)
- 2015: Rosamunde Pilcher – Ein einziger Kuss (Fernsehreihe)
- 2015: Weißblaue Geschichten (Fernsehserie, 1 Folge)
- 2019: Alarm für Cobra 11 – Die Autobahnpolizei (Fernsehserie, 1 Folge)
- 2019: Hubert ohne Staller (Fernsehserie, Folge: Nonnenlos)
- 2020: München Laim – Laim und der letzte Schuldige (Fernsehreihe)
- 2022–: Frühling (Fernsehreihe)
  - 2022: Alte Gespenster
  - 2024: Mit dem Feind im Bett
  - 2024: Holla, die Waldfee
  - 2025: Die Mutter, die es nie gab
  - 2025: Ich such dich!
  - 2025: Babyalarm
  - 2025: Mein Geheimnis, dein Geheimnis
- 2023: Watzmann ermittelt (Fernsehserie, 1 Folge)
- 2024: Ostfriesennacht
- 2025: Die Landarztpraxis (Fernsehserie)
- 2025: Robert Lembke – Wer bin ich?

## Theater
- 2006–2007: Schauspiel München
  - 2006: Ingolstädter Stücke
  - 2007: Peer Gynt
  - 2007: Hysterikon
- 2007: TamS-Theater in München – Restwärme
- 2009/2012: deutschlandweite Gastspiele – Dracula – Der ewige Tanz (als Mina)
- 2010: Freilichtbühne am Toppler Theater in Rothenburg ob der Tauber
  - Die Geschichte vom Onkelchen (als Mädchen)
  - Halbe Wahrheiten (als Ginny)
- 2018/19: Landestheater Dinkelsbühl – Wer hat Angst vorm weißen Mann? (als Zita Maisacher)

## Synchronisation
- 2015: Once Upon a Time – The Snow Queen (für Pascale Hutton als Gerda)
- 2015: Arrow – Suicidal Tendencies (für Erika Walter als Susie Lawton)

## Sonstiges
- 2002–2010: Showauftritte mit der Artistikgruppe MEMEZA
  - 2003: Weltgym in Lissabon
  - 2004/2008/2010: Bayerischer Sportpreis
  - 2007: Weltgym in Dornbirn
  - 2008/2009: Sportlerehrung im Zirkus Krone in Hannover
  - 2010: Ball der Wirtschaft in Innsbruck
- 2011: Image-Spot Mumienjäger (als Freundin)
- 2013: Carglass-Kampagne Boy meets Girl
- 2013: Werbespot für Activia